# Pseudohinnites adamsi
Pseudohinnites adamsi is een tweekleppigensoort uit de familie van de Pectinidae. De wetenschappelijke naam van de soort is voor het eerst geldig gepubliceerd in 1886 door Dall.